# HD198501
HD198501 — хімічно пекулярна зоря спектрального класу A2, що має видиму зоряну величину в смузі V приблизно  6,8.
Вона  розташована на відстані близько 319,1 світлових років від Сонця.

## Пекулярний хімічний склад
Зоряна атмосфера HD198501 має підвищений вміст 
Sr
.